# Серед білого дня… (фільм, 1982)
«Серед білого дня…» (рос. «Средь бела дня…») — радянський художній фільм 1982 року, знятий на кіностудії «Ленфільм».

## Сюжет
У вихідний день кілька сімей з дітьми виїжджають для відпочинку за місто. Однак поряд з ними опиняється компанія п'яних молодиків, серед яких є навіть один підліток-школяр. Вони провокують відпочивальників на конфлікт, в тому числі завдають ударів жінкам і маленьким дітям. Чоловіки з числа туристів намагаються чинити опір, проте хулігани явно сильніше. Випадкові свідки не втручаються, за винятком одного купальника, який опинився самбістом. Коли хуліганів з великими труднощами вдається прогнати, самбіст настійно радить туристам терміново залишити це місце — тому що хулігани обов'язково повернуться мстити, можливо, в більшій кількості і зі зброєю — однак добропорядні відпочиваючі вирішують ігнорувати цю раду, будучи ображеними і у розпалі. Незабаром після того як спортсмен йде, хулігани дійсно повертаються, причому починають з ще більшою злістю ображати, бити і принижувати сім'ї відпочиваючих. У якийсь момент робітник меблевої фабрики Костянтин Михайлович Мухін (Валерій Золотухін), не розрахувавши сили, завдає два удари березовим поліном по голові ватажкові хуліганів, від чого той гине; інші хулігани починають погрожувати йому смертною карою, за вбивство людини. Так в одну мить передовик виробництва і зразковий сім'янин перетворюється в злочинця.
Правоохоронні органи практично відразу з'ясовують всіх фігурантів справи; вдається знайти і залучити як свідка навіть самбіста, який допомагав відганяти хуліганів і потім радив виїхати відразу, незважаючи на те, що тоді він не представлявся і особливих прикмет у нього не було (просто чоловік в плавках). Двох хуліганів (в нападі брали участь четверо) засуджують до невеликих умовних термінів; третього, як неповнолітнього, зовсім залишають у спокої. Вбивцю ж, незважаючи на очевидність його справедливої помсти за наругу над його сім'єю і друзями, збираються карати дуже суворо.
Костянтин Мухін майже відразу визнає свою провину. Більш того, він вважає, що вчинив умисне вбивство, хоча йому пропонують визнати тільки ненавмисне вбивство з необережності. Особливо гнітюче враження на нього справляє зустріч з убитою горем жінкою-залізничником, по голосінням якої Мухін розуміє, що перед ним мати вбитого ним хлопця. Старий слідчий, прокурор і члени їх сімей, друзі хуліганів (всі сусіди, які підтримують дружні стосунки) гаряче сперечаються у справі Мухіна. Деякі (наприклад дружина прокурора) дійсно пропонують розстріляти його.
Суд: слухання справи про вбивство організовують як показовий процес у повністю заповненому людьми районному клубі. Оскільки загиблий був місцевим, а Мухін — приїжджим, спершу зібралися налаштовані на те, що вбивця повинен бути покараний гранично суворо. Однак, у міру з'ясування обставин того, що сталося, симпатії залу різко змінюються — у відповідь на пристрасний вигук Мухіна про те, що ж має робити людина, коли йому плюють в душу, старий, скоріше всього ветеран війни, кричить: «Вбивати! Вбивати!». Жінка-суддя закликає до відповідальності.
Голова профспілки тієї фабрики, де багато років працював Мухін, спочатку побоюється за свою репутацію і не поспішає давати позитивний відгук про ударника, що опинився вбивцею. Але, врешті-решт, він не може поступитися своїй совісті і цілком встає на сторону Мухіна. Навіть державний обвинувач несподівано заступається за підсудного і виголошує промову в його захист, однак Мухіна все одно засуджують до семи років ув'язнення в колонії посиленого режиму… В самому кінці фільму за протестом прокурора вирок скасовано, і при новому розгляді справи Мухін повністю виправданий.

## У ролях
- Валерій Золотухін —  Костянтин Михайлович Мухін
- Любов Віролайнен —  Лариса, дружина Мухіна
- Андрій Толубеев —  Сергій Петрович Тихонов, районний прокурор
- Віктор Шульгін —  Іван Юхимович Боровиков, слідчий
- Світлана Немоляєва —  суддя
- Олександр Ліпов —  адвокат
- Ігор Єфімов —  адвокат
- Валерій Сергєєв —  Вітюша Мілевський
- Олена Алексєєва —  Валюша
- Юрій Платонов —  Андрій Андрійович Фролов
- Олена Мельникова —  Катерина
- Володимир Кузнецов —  Толік Столяров, головний хуліган
- Ігор Смирнов —  Славчик, малолітній хуліган
- Валентина Ковель —  мати Столярова
- Валентина Ворожцова —  Ніна Тихонова
- Петро Юрченков-старший —  плавець
- Валентина Пугачова —  тітка Валя
- Станислав Грейнер —  Діма, син Мухіна
- Поліна Гур'янова —  Поліна, дочка Тихонова
- Владислав Сазонов —  син Валюши
- Олег Єфремов —  Лісіцин  (роль озвучена іншим актором)
- Наталія Кареслі —  Надя
- Анатолій Столбов —  відпочиваючий
- Олександр Суснін —  Степанович
- Людмила Ксенофонтова —  свідок
- Олексій Кожевников —  чоловік свідка
- Любов Тищенко —  приятелька Столярова
- Герман Хованов —  старий-ветеран в залі суду
- Михайло Семенов —  Мішка, хлопець з гітарою
- Марина Юрасова —  жінка в черзі

## Знімальна група
- Автори сценарію:  Аркадій Ваксберг,  Альбіна Шульгіна
- Режисер:  Валерій Гурьянов
- Оператор:  Валерій Миронов
- Композитор:  Микола Мартинов